# Liste des titres musicaux numéro un aux États-Unis en 1964
Voici la  liste les titres musicaux ayant eu le plus de succès au cours de l'année 1964 aux États-Unis d'après le magazine Billboard.

## Historique
| Date         | Artiste(s)                       | Titre                       | Référence |
| ------------ | -------------------------------- | --------------------------- | --------- |
| 4 janvier    | Bobby Vinton                     | There! I've Said It Again   |           |
| 11 janvier   | Bobby Vinton                     | There! I've Said It Again   |           |
| 18 janvier   | Bobby Vinton                     | There! I've Said It Again   |           |
| 25 janvier   | Bobby Vinton                     | There! I've Said It Again   |           |
| 1er février  | The Beatles                      | I Want to Hold Your Hand    |           |
| 8 février    | The Beatles                      | I Want to Hold Your Hand    |           |
| 15 février   | The Beatles                      | I Want to Hold Your Hand    |           |
| 22 février   | The Beatles                      | I Want to Hold Your Hand    |           |
| 29 février   | The Beatles                      | I Want to Hold Your Hand    |           |
| 7 mars       | The Beatles                      | I Want to Hold Your Hand    |           |
| 14 mars      | The Beatles                      | I Want to Hold Your Hand    |           |
| 21 mars      | The Beatles                      | She Loves You               |           |
| 28 mars      | The Beatles                      | She Loves You               |           |
| 4 avril      | The Beatles                      | Can't Buy Me Love           |           |
| 11 avril     | The Beatles                      | Can't Buy Me Love           |           |
| 18 avril     | The Beatles                      | Can't Buy Me Love           |           |
| 25 avril     | The Beatles                      | Can't Buy Me Love           |           |
| 2 mai        | The Beatles                      | Can't Buy Me Love           |           |
| 9 mai        | Louis Armstrong et The All Stars | Hello, Dolly!               |           |
| 16 mai       | Mary Wells                       | My Guy                      |           |
| 23 mai       | Mary Wells                       | My Guy                      |           |
| 30 mai       | The Beatles                      | Love Me Do                  |           |
| 6 juin       | The Dixie Cups                   | Chapel of Love              |           |
| 13 juin      | The Dixie Cups                   | Chapel of Love              |           |
| 20 juin      | The Dixie Cups                   | Chapel of Love              |           |
| 27 juin      | Peter and Gordon                 | A World Without Love        |           |
| 4 juillet    | The Beach Boys                   | I Get Around                |           |
| 11 juillet   | The Beach Boys                   | I Get Around                |           |
| 18 juillet   | The Four Seasons                 | Rag Doll                    |           |
| 25 juillet   | The Four Seasons                 | Rag Doll                    |           |
| 1er août     | The Beatles                      | A Hard Day's Night          |           |
| 8 août       | The Beatles                      | A Hard Day's Night          |           |
| 15 août      | Dean Martin                      | Everybody Loves Somebody    |           |
| 22 août      | The Supremes                     | Where Did Our Love Go       |           |
| 29 août      | The Supremes                     | Where Did Our Love Go       |           |
| 5 septembre  | The Animals                      | The House of the Rising Sun |           |
| 12 septembre | The Animals                      | The House of the Rising Sun |           |
| 19 septembre | The Animals                      | The House of the Rising Sun |           |
| 26 septembre | Roy Orbison & The Candy Men      | Oh, Pretty Woman            |           |
| 3 octobre    | Roy Orbison & The Candy Men      | Oh, Pretty Woman            |           |
| 10 octobre   | Roy Orbison & The Candy Men      | Oh, Pretty Woman            |           |
| 17 octobre   | Manfred Mann                     | Do Wah Diddy Diddy          |           |
| 24 octobre   | Manfred Mann                     | Do Wah Diddy Diddy          |           |
| 31 octobre   | The Supremes                     | Baby Love                   |           |
| 7 novembre   | The Supremes                     | Baby Love                   |           |
| 14 novembre  | The Supremes                     | Baby Love                   |           |
| 21 novembre  | The Supremes                     | Baby Love                   |           |
| 28 novembre  | The Shangri-Las                  | Leader of the Pack          |           |
| 5 décembre   | Lorne Greene                     | Ringo                       |           |
| 12 décembre  | Bobby Vinton                     | Mr. Lonely                  |           |
| 19 décembre  | The Supremes                     | Come See About Me           |           |
| 26 décembre  | The Beatles                      | I Feel Fine                 |           |